# National League A 2012/13
Die Spielzeit 2012/13 war die sechste reguläre Spielzeit nach der Umbenennung der ehemaligen Schweizer Nationalliga A in National League A. Da der NLB-Meister SC Langenthal 2012 in der Liga-Qualifikation am HC Ambrì-Piotta scheiterte, startete die Liga 2012/13 mit den gleichen Mannschaften wie in der Vorsaison.

## Modus
Gespielt wurden von den 12 Teams 2 Doppelrunden zu je 22 Spielen. Dazu gab es pro Team je 6 Zusatzbegegnungen gegen 3 Gegner, die aufgrund einer regionalen Einteilung (Ost, Zentral, West) festgelegt waren. Insgesamt bestritt also jede Mannschaft 50 Qualifikationsspiele. Danach ermittelten die besten acht Mannschaften den Schweizer Meister im Playoff-Stil. Die Viertelfinals, Halbfinals und der Final wurden nach dem Modus Best of seven gespielt.
Die anderen vier Mannschaften ermittelten in den Playouts diejenige Mannschaft, die gegen den Meister der National League B um den Klassenerhalt spielen musste.

## Teilnehmer
In der Zusammensetzung der National League A gab es für die Saison 2012/13 keine Veränderung im Vergleich zur vergangenen Spielzeit.
| Team                   | Standort   | Eishalle          | Kapazität | Schnitt |
| ---------------------- | ---------- | ----------------- | --------- | ------- |
| HC Ambrì-Piotta        | Ambrì      | Pista la Valascia | 6'500     | 4'859   |
| SC Bern                | Bern       | PostFinance Arena | 17'131    | 16'330  |
| EHC Biel               | Biel       | Eisstadion Biel   | 6'200     | 4'909   |
| HC Davos               | Davos      | Vaillant Arena    | 6'795     | 4'784   |
| Fribourg-Gottéron      | Freiburg   | BCF-Arena         | 6'800     | 6'537   |
| Genève-Servette HC     | Genf       | Les Vernets       | 7'285     | 6'967   |
| Kloten Flyers          | Kloten     | Kolping Arena     | 7'624     | 5'366   |
| SCL Tigers             | Langnau    | Ilfishalle        | 6'050     | 5'355   |
| HC Lugano              | Lugano     | Resega            | 7'800     | 4'725   |
| Rapperswil-Jona Lakers | Rapperswil | Diners Club Arena | 6'100     | 4'566   |
| EV Zug                 | Zug        | Bossard Arena     | 7'015     | 6'302   |
| ZSC Lions              | Zürich     | Hallenstadion     | 11'200    | 8'745   |

## Hauptrunde

### Tabelle
Abkürzungen: S = Siege, N = Niederlagen, SnV = Siege nach Verlängerung, NnV = Niederlagen nach Verlängerung, SnP = Siege nach Penaltyschiessen (Shootout), NnP = Niederlagen nach Penaltyschiessen
| Pl. |                        | Sp | S  | N  | SnV | NnV | SnP | NnP | Tore    | Punkte |
| 1.  | Fribourg-Gottéron      | 50 | 24 | 10 | 4   | 1   | 7   | 4   | 163:123 | 99     |
| 02. | SC Bern                | 50 | 27 | 15 | 1   | 1   | 2   | 4   | 169:117 | 92     |
| 03. | EV Zug                 | 50 | 26 | 14 | 0   | 3   | 3   | 4   | 172:154 | 91     |
| 04. | ZSC Lions              | 50 | 24 | 16 | 5   | 1   | 2   | 2   | 152:131 | 89     |
| 05. | HC Davos               | 50 | 22 | 17 | 1   | 3   | 3   | 4   | 170:152 | 81     |
| 06. | HC Lugano              | 50 | 21 | 17 | 3   | 5   | 2   | 2   | 163:139 | 80     |
| 07. | Genève-Servette HC     | 50 | 23 | 20 | 3   | 2   | 1   | 1   | 146:139 | 80     |
| 08. | EHC Biel               | 50 | 19 | 21 | 1   | 2   | 4   | 3   | 160:161 | 72     |
| 09. | Kloten Flyers          | 50 | 16 | 21 | 3   | 1   | 5   | 4   | 151:137 | 69     |
| 10. | HC Ambrì-Piotta        | 50 | 14 | 29 | 0   | 1   | 4   | 2   | 128:178 | 53     |
| 11. | Rapperswil-Jona Lakers | 50 | 13 | 27 | 2   | 4   | 2   | 2   | 139:207 | 53     |
| 12. | SCL Tigers             | 50 | 10 | 32 | 1   | 0   | 2   | 5   | 117:192 | 41     |

Stand: Ende der Qualifikation 2012/13

### Beste Scorer
| Spieler          | Verein                 | Spiele | Tore | Assists | Punkte |
| ---------------- | ---------------------- | ------ | ---- | ------- | ------ |
| Linus Omark      | EV Zug                 | 48     | 17   | 52      | 69     |
| Glen Metropolit  | HC Lugano              | 50     | 20   | 44      | 64     |
| Damien Brunner   | EV Zug                 | 33     | 25   | 32      | 57     |
| Jacob Micflikier | EHC Biel               | 48     | 21   | 29      | 50     |
| Byron Ritchie    | SC Bern                | 46     | 19   | 30      | 49     |
| Jason Williams   | HC Ambrì-Piotta        | 47     | 26   | 20      | 46     |
| Andrei Bykov     | HC Fribourg-Gottéron   | 46     | 13   | 33      | 46     |
| Robbie Earl      | Rapperswil-Jona Lakers | 48     | 22   | 23      | 45     |
| Ryan Gardner     | SC Bern                | 50     | 25   | 17      | 42     |
| John Tavares     | SC Bern                | 28     | 17   | 25      | 42     |
| Christian Dubé   | HC Fribourg-Gottéron   | 48     | 13   | 29      | 42     |

Stand: Saisonende 2012/13

## Playoffs
In den Playoffs trafen die besten acht Mannschaften der Qualifikation aufeinander.

### Turnierbaum
| Viertelfinal                                          | Viertelfinal                                          | Viertelfinal                                          |                                                       | Halbfinal                                             | Halbfinal                                             | Halbfinal                                             |   |                   | Final   | Final | Final |
|                                                       |                                                       |                                                       |                                                       |                                                       |                                                       |                                                       |   |                   |         |       |       |
| 1                                                     | Fribourg-Gottéron                                     | 4                                                     |                                                       |                                                       |                                                       |                                                       |   |                   |         |       |       |
| 8                                                     | EHC Biel                                              | 3                                                     |                                                       |                                                       |                                                       |                                                       |   |                   |         |       |       |
|                                                       |                                                       |                                                       | 1                                                     | Fribourg-Gottéron                                     | 4                                                     |                                                       |   |                   |         |       |       |
|                                                       |                                                       |                                                       | 4                                                     | ZSC Lions                                             | 1                                                     |                                                       |   |                   |         |       |       |
| 2                                                     | SC Bern                                               | 4                                                     |                                                       |                                                       |                                                       |                                                       |   |                   |         |       |       |
| 7                                                     | Genève-Servette HC                                    | 3                                                     |                                                       |                                                       |                                                       |                                                       |   |                   |         |       |       |
| (Die Teams werden nach der ersten Runde neu gesetzt.) | (Die Teams werden nach der ersten Runde neu gesetzt.) | (Die Teams werden nach der ersten Runde neu gesetzt.) | (Die Teams werden nach der ersten Runde neu gesetzt.) | (Die Teams werden nach der ersten Runde neu gesetzt.) | (Die Teams werden nach der ersten Runde neu gesetzt.) | (Die Teams werden nach der ersten Runde neu gesetzt.) | 1 | Fribourg-Gottéron | 2       |       |       |
| (Die Teams werden nach der ersten Runde neu gesetzt.) | (Die Teams werden nach der ersten Runde neu gesetzt.) | (Die Teams werden nach der ersten Runde neu gesetzt.) | (Die Teams werden nach der ersten Runde neu gesetzt.) | (Die Teams werden nach der ersten Runde neu gesetzt.) | (Die Teams werden nach der ersten Runde neu gesetzt.) | (Die Teams werden nach der ersten Runde neu gesetzt.) |   | 2                 | SC Bern | 4     |       |
| 3                                                     | EV Zug                                                | 4                                                     |                                                       |                                                       |                                                       |                                                       |   |                   |         |       |       |
| 6                                                     | HC Lugano                                             | 3                                                     |                                                       |                                                       |                                                       |                                                       |   |                   |         |       |       |
|                                                       |                                                       |                                                       | 2                                                     | SC Bern                                               | 4                                                     |                                                       |   |                   |         |       |       |
|                                                       |                                                       |                                                       | 3                                                     | EV Zug                                                | 3                                                     |                                                       |   |                   |         |       |       |
| 4                                                     | ZSC Lions                                             | 4                                                     |                                                       |                                                       |                                                       |                                                       |   |                   |         |       |       |
| 5                                                     | HC Davos                                              | 3                                                     |                                                       |                                                       |                                                       |                                                       |   |                   |         |       |       |
|                                                       |                                                       |                                                       |                                                       |                                                       |                                                       |                                                       |   |                   |         |       |       |

### Viertelfinal

#### (1) Fribourg-Gottéron – (8) EHC Biel
| 2. März 2013 20:15 Uhr | Fribourg-Gottéron Adrien Lauper (6:29) Tristan Vauclair (14:56) Shawn Heins (30:09) Simon Gamache (52:29) | 4:2 (2:0, 1:2, 1:0) Spielbericht | EHC Biel Marc-Antoine Pouliot (31:49) Emanuel Peter (36:06) | BCF-Arena, Fribourg Zuschauer: 6'700 |

| 5. März 2013 19:45 Uhr | EHC Biel Marc Wieser (42:46) | 1:4 (0:2, 0:0, 1:2) Spielbericht | Fribourg-Gottéron Michael Knoepfli (7:40) Adam Hasani (11:07) Benjamin Plüss (43:05) Michael Knoepfli (59:50) | Eisstadion Biel, Biel/Bienne Zuschauer: 6'009 |

| 7. März 2013 19:45 Uhr | Fribourg-Gottéron Simon Gamache (6:41) Michael Knoepfli (8:37) Sandy Jeannin (38:13) | 3:2 (2:0, 1:1, 0:1) Spielbericht | EHC Biel Martin Ulmer (20:10) Éric Beaudoin (53:06) | BCF-Arena, Fribourg Zuschauer: 6'700 |

| 9. März 2013 20:15 Uhr | EHC Biel Emanuel Peter (5:40) Marc-Antoine Pouliot (7:10) Anthony Huguenin (18:03) Éric Beaudoin (27:39) | 5:4 n. P. (3:2, 1:0, 0:2, 0:0, 1:0) Spielbericht | Fribourg-Gottéron Greg Mauldin (9:40) Julien Sprunger (16:17) Simon Gamache (43:58) Alain Birbaum (48:50) | Eisstadion Biel, Biel/Bienne Zuschauer: 6'200 |

| 12. März 2013 19:45 Uhr | Fribourg-Gottéron Julien Sprunger (48:06) | 1:3 (0:2, 0:0, 1:1) Spielbericht | EHC Biel Ryan MacMurchy (1:04) Marc Wieser (1:26) Steve Kellenberger (59:29) | BCF-Arena, Fribourg Zuschauer: 6'700 |

| 14. März 2013 19:45 Uhr | EHC Biel Marc-Antoine Pouliot (4:05) Philipp Wetzel (8:36) Chris Campoli (17:38) | 4:3 n. P. (3:1, 0:2, 0:0, 0:0, 1:0) Spielbericht | Fribourg-Gottéron Sebastian Schilt (7:05) Andrei Bykov (31:18) Tristan Vauclair (37:47) | Eisstadion Biel, Biel/Bienne Zuschauer: 6'060 |

| 16. März 2013 19:45 Uhr | Fribourg-Gottéron Sebastian Schilt (4:51) Simon Gamache (7:46) Andrei Bykov (13:58) Simon Gamache (28:09) Cédric Botter (28:25) Simon Gamache (38:57) | 6:1 (3:0, 3:1, 0:0) Spielbericht | EHC Biel Éric Beaudoin (37:58) | BCF-Arena, Fribourg Zuschauer: 6'700 |

#### (4) ZSC Lions – (5) HC Davos
| 2. März 2013 19:45 Uhr | ZSC Lions Roman Wick (18:49) Mark Bastl (33:43) | 2:3 (1:1, 1:1, 0:1) Spielbericht | HC Davos Dario Bürgler (13:00) Reto von Arx (23:34) Dino Wieser (45:04) | Hallenstadion, Zürich Zuschauer: 9'670 |

| 5. März 2013 20:15 Uhr | HC Davos Dino Wieser (20:33) Josef Marha (33:42) Reto von Arx (37:33) | 3:5 (0:2, 3:1, 0:2) Spielbericht | ZSC Lions Thibaut Monnet (5:30) Luca Cunti (14:18) Ryan Shannon (32:20) Mark Bastl (57:16) Patrik Bärtschi (59:30) | Vaillant Arena, Davos Zuschauer: 4'954 |

| 7. März 2013 19:45 Uhr | ZSC Lions | 0:3 (0:1, 0:1, 0:1) Spielbericht | HC Davos Sven Ryser (7:46) Radek Dvořák (35:07) Petr Sýkora (45:57) | Hallenstadion, Zürich Zuschauer: 10'369 |

| 9. März 2013 19:45 Uhr | HC Davos Petr Sýkora (17:32) Dario Bürgler (19:50) Grégory Sciaroni (21:44) | 3:2 (2:1, 1:1, 0:0) Spielbericht | ZSC Lions Roman Wick (1:45) Ronalds Ķēniņš (34:49) | Vaillant Arena, Davos Zuschauer: 6'836 |

| 12. März 2013 20:15 Uhr | ZSC Lions Ronalds Ķēniņš (22:15) Thibaut Monnet (25:23) Mikko Lehtonen (39:19) Thibaut Monnet (43:25) Luca Cunti (45:36) | 5:1 (0:0, 3:0, 2:1) Spielbericht | HC Davos Dario Bürgler (49:50) | Hallenstadion, Zürich Zuschauer: 10'113 |

| 14. März 2013 19:45 Uhr | HC Davos Patrick Schommer (25:06) Robin Grossmann (53:17) | 2:3 (0:1, 1:2, 1:0) Spielbericht | ZSC Lions Thibaut Monnet (17:52) Mikko Lehtonen (22:18) Roman Wick (27:53) | Vaillant Arena, Davos Zuschauer: 4'938 |

| 16. März 2013 20:15 Uhr | ZSC Lions Mikko Lehtonen (31:48) Andres Ambühl (39:57) | 2:0 (0:0, 2:0, 0:0) Spielbericht | HC Davos | Hallenstadion, Zürich Zuschauer: 11'200 |

#### (2) SC Bern – (7) Genève-Servette HC
| 2. März 2013 19:45 Uhr | SC Bern Byron Ritchie (32:29) Jaroslav Bednář (37:24) Ryan Gardner (57:08) Jaroslav Bednář (57:56) | 4:0 (0:0, 2:0, 2:0) Spielbericht | Genève-Servette HC | PostFinance-Arena, Bern Zuschauer: 16'131 |

| 5. März 2013 20:15 Uhr | Genève-Servette HC Juraj Šimek (0:21) Tony Salmelainen (6:12) John Fritsche (22:25) Julian Walker (46:50) Tony Salmelainen (59:42) | 5:2 (2:1, 1:0, 2:1) Spielbericht | SC Bern Ivo Rüthemann (3:04) Jaroslav Bednář (55:12) | Les Vernets, Genf Zuschauer: 7'135 |

| 7. März 2013 20:15 Uhr | SC Bern Ryan Gardner (16:08) Martin Plüss (30:02) Christoph Bertschy (54:05) Joël Vermin (56:57) Ivo Rüthemann (57:46) | 5:6 n. V. (1:2, 1:2, 3:1, 0:1) Spielbericht | Genève-Servette HC Roland Gerber (4:00) Alexandre Picard (5:35) Dan Fritsche (28:39) Dan Fritsche (35:15) Kevin Romy (53:09) Juraj Šimek (60:49) | PostFinance-Arena, Bern Zuschauer: 16'011 |

| 9. März 2013 19:45 Uhr | Genève-Servette HC Daniel Vukovic (21:27) Kevin Romy (31:10) | 2:1 (0:0, 2:1, 0:0) Spielbericht | SC Bern Pascal Berger (23:06) | Les Vernets, Genf Zuschauer: 7'135 |

| 12. März 2013 20:15 Uhr | SC Bern Philippe Furrer (33:01) Byron Ritchie (68:06) | 2:1 n. V. (0:0, 1:1, 0:0, 1:0) Spielbericht | Genève-Servette HC Frédéric Iglesias (26:53) | PostFinance-Arena, Bern Zuschauer: 16'517 |

| 14. März 2013 20:15 Uhr | Genève-Servette HC Kevin Romy (25:03) Juraj Šimek (32:22) Alexandre Picard (39:20) | 3:4 n. P. (0:1, 3:0, 0:2, 0:0, 0:1) Spielbericht | SC Bern Petr Sýkora (19:29) Byron Ritchie (42:57) Byron Ritchie (53:28) | Les Vernets, Genf Zuschauer: 7'135 |

| 16. März 2013 19:45 Uhr | SC Bern Byron Ritchie (10:54) Martin Plüss (21:10) Geoff Kinrade (35:30) Michaël Loichat (37:25) | 4:1 (1:0, 3:0, 0:1) Spielbericht | Genève-Servette HC Juraj Šimek (52:02) | PostFinance-Arena, Bern Zuschauer: 17'131 |

#### (3) EV Zug – (6) HC Lugano
| 2. März 2013 20:15 Uhr | EV Zug Reto Suri (19:10) Fabian Lüthi (38:00) | 2:1 (1:1, 1:0, 0:0) Spielbericht | HC Lugano Julien Vauclair (16:56) | Bossard Arena, Zug Zuschauer: 7'015 |

| 5. März 2013 19:45 Uhr | HC Lugano Glen Metropolit (22:38) Stefan Ulmer (42:14) | 2:1 (0:0, 1:1, 1:0) Spielbericht | EV Zug Corsin Casutt (39:15) | Resega, Porza Zuschauer: 5'081 |

| 7. März 2013 20:15 Uhr | EV Zug Fabian Sutter (9:43) Josh Holden (14:56) | 2:3 (2:1, 0:1, 0:1) Spielbericht | HC Lugano Flavien Conne (4:33) Ilkka Heikkinen (38:47) Ilkka Heikkinen (58:30) | Bossard Arena, Zug Zuschauer: 7'015 |

| 9. März 2013 20:15 Uhr | HC Lugano Pavel Rosa (8:31) Hnat Domenichelli (20:59) Hnat Domenichelli (35:05) | 3:4 n. V. (1:2, 2:0, 0:1, 0:1) Spielbericht | EV Zug Linus Omark (0:46) Reto Suri (15:42) Reto Suri (50:00) Corsin Casutt (74:43) | Resega, Porza Zuschauer: 6'647 |

| 12. März 2013 19:45 Uhr | EV Zug Andreas Furrer (21:37) Reto Suri (45:39) Linus Omark (51:24) Timo Helbling (54:11) Fabian Schnyder (59:53) | 5:3 (0:0, 1:2, 4:1) Spielbericht | HC Lugano Dario Simion (31:34) Glen Metropolit (35:43) Thomas Rüfenacht (41:37) | Bossard Arena, Zug Zuschauer: 7'015 |

| 14. März 2013 20:15 Uhr | HC Lugano Brett McLean (3:38) Hnat Domenichelli (29:23) | 2:1 (1:0, 1:0, 0:1) Spielbericht | EV Zug Fabian Sutter (50:37) | Resega, Porza Zuschauer: 5'213 |

| 16. März 2013 20:15 Uhr | EV Zug Björn Christen (6:13) Domenico Pittis (32:08) Reto Suri (42:48) Reto Suri (58:50) | 4:1 (1:0, 1:1, 2:0) Spielbericht | HC Lugano Charles Linglet (29:20) | Bossard Arena, Zug Zuschauer: 7'015 |

### Halbfinal

#### (1) Fribourg-Gottéron – (4) ZSC Lions
| 19. März 2013 20:15 Uhr | Fribourg-Gottéron Joel Kwiatkowski (4:13) Sandy Jeannin (14:35) Andrei Bykov (43:59) | 3:2 (2:0, 0:1, 1:1) Spielbericht | ZSC Lions Andres Ambühl (30:08) Severin Blindenbacher (57:40) | BCF-Arena, Fribourg Zuschauer: 6'700 |

| 21. März 2013 19:45 Uhr | ZSC Lions Patrik Bärtschi (26:26) | 1:2 n. V. (0:0, 1:1, 0:0, 0:1) Spielbericht | Fribourg-Gottéron Adam Hasani (39:39) Andrei Bykov (64:13) | Hallenstadion, Zürich Zuschauer: 10'693 |

| 23. März 2013 19:45 Uhr | Fribourg-Gottéron Benjamin Plüss (2:03) Greg Mauldin (28:05) Julien Sprunger (42:53) Simon Gamache (46:04) | 5:4 n. P. (1:1, 1:2, 2:1, 0:0, 1:0) Spielbericht | ZSC Lions Roman Wick (16:57) Steve McCarthy (26:35) Ryan Shannon (30:21) Ronalds Ķēniņš (47:46) | BCF-Arena, Fribourg Zuschauer: 6'700 |

| 26. März 2013 20:15 Uhr | ZSC Lions Reto Schäppi (5:13) Patrik Bärtschi (21:23) Andres Ambühl (36:26) Mikko Lehtonen (43:56) Roman Wick (59:56) | 5:2 (1:0, 2:0, 2:2) Spielbericht | Fribourg-Gottéron Cédric Botter (51:10) Cédric Botter (56:36) | Hallenstadion, Zürich Zuschauer: 11'200 |

| 28. März 2013 20:15 Uhr | Fribourg-Gottéron Adam Hasani (4:41) Cédric Botter (18:35) Benjamin Plüss (21:23) Michael Ngoy (29:33) Simon Gamache (45:30) | 5:4 (2:1, 2:1, 1:2) Spielbericht | ZSC Lions Reto Schäppi (7:39) Mark Bastl (31:09) Severin Blindenbacher (42:56) Ronalds Ķēniņš (54:04) | BCF-Arena, Fribourg Zuschauer: 6'700 |

#### (2) SC Bern – (3) EV Zug
| 19. März 2013 19:45 Uhr | SC Bern Martin Plüss (12:15) Michaël Loichat (32:09) Alain Berger (33:53) Martin Plüss (61:56) | 4:3 n. V. (1:1, 2:2, 0:0, 1:0) Spielbericht | EV Zug Björn Christen (0:44) Lino Martschini (22:11) Lino Martschini (36:43) | PostFinance-Arena, Bern Zuschauer: 16'002 |

| 21. März 2013 20:15 Uhr | EV Zug Nolan Diem (5:05) Josh Holden (7:53) Fabian Sutter (14:44) Fabian Sutter (34:35) Josh Holden (47:53) Andy Wozniewski (48:11) Lino Martschini (50:17) Björn Christen (59:25) | 8:2 (3:0, 1:0, 4:2) Spielbericht | SC Bern Geoff Kinrade (42:24) Joël Vermin (43:20) | Bossard Arena, Zug Zuschauer: 7'015 |

| 23. März 2013 20:15 Uhr | SC Bern Martin Plüss (19:38) Byron Ritchie (31:44) Travis Roche (64:53) | 3:2 n. V. (1:0, 1:2, 0:0, 1:0) Spielbericht | EV Zug Josh Holden (32:50) Corsin Casutt (38:16) | PostFinance-Arena, Bern Zuschauer: 17'131 |

| 26. März 2013 19:45 Uhr | EV Zug Reto Suri (8:35) Reto Suri (11:21) Fabian Sutter (46:18) Fabian Sutter (53:14) Josh Holden (56:24) | 5:2 (2:1, 0:0, 3:1) Spielbericht | SC Bern Martin Plüss (14:42) Ryan Gardner (51:41) | Bossard Arena, Zug Zuschauer: 7'015 |

| 28. März 2013 19:45 Uhr | SC Bern | 0:4 (0:0, 0:3, 0:1) Spielbericht | EV Zug Björn Christen (26:53) Alessandro Chiesa (33:16) Lino Martschini (36:43) Josh Holden (43:38) | PostFinance-Arena, Bern Zuschauer: 17'131 |

| 30. März 2013 20:15 Uhr | EV Zug Alessandro Chiesa (2:46) Reto Suri (30:02) Björn Christen (47:48) | 3:4 (1:1, 1:1, 1:2) Spielbericht | SC Bern Caryl Neuenschwander (16:14) Ryan Gardner (32:20) Geoff Kinrade (43:06) Martin Plüss (47:29) | Bossard Arena, Zug Zuschauer: 7'015 |

| 1. April 2013 16:00 Uhr | SC Bern Christoph Bertschy (33:52) Travis Roche (43:06) Ivo Rüthemann (44:46) Byron Ritchie (58:36) | 4:1 (0:0, 1:1, 3:0) Spielbericht | EV Zug Andreas Furrer (23:02) | PostFinance-Arena, Bern Zuschauer: 17'131 |

### Final
(1) Fribourg-Gottéron – (2) SC Bern
| 4. April 2013 20:15 Uhr | Fribourg-Gottéron Benjamin Plüss (49:24) | 1:4 (0:0, 0:2, 1:2) Spielbericht | SC Bern Ivo Rüthemann (21:53) Joël Vermin (29:26) Jeff Campbell (43:16) Martin Plüss (59:38) | BCF-Arena, Fribourg Zuschauer: 6'700 |

| 6. April 2013 20:15 Uhr | SC Bern Jeff Campbell (2:51) Ryan Gardner (3:58) Martin Plüss (34:29) Philippe Furrer (40:34) | 4:3 (2:0, 1:3, 1:0) Spielbericht | Fribourg-Gottéron Simon Gamache (23:08) Adam Hasani (28:33) Romain Loeffel (32:42) | PostFinance-Arena, Bern Zuschauer: 17'131 |

| 9. April 2013 20:15 Uhr | Fribourg-Gottéron Julien Sprunger (47:22) | 1:0 (0:0, 0:0, 1:0) Spielbericht | SC Bern | BCF-Arena, Fribourg Zuschauer: 6'700 |

| 11. April 2013 20:15 Uhr | SC Bern Ryan Gardner (10:11) | 1:3 (1:2, 0:1, 0:0) Spielbericht | Fribourg-Gottéron Sandy Jeannin (3:36) Benjamin Plüss (4:37) Benjamin Plüss (26:34) | PostFinance-Arena, Bern Zuschauer: 17'131 |

| 13. April 2013 20:15 Uhr | Fribourg-Gottéron Julien Sprunger (33:47) Benjamin Plüss (58:30) | 2:3 (0:2, 1:1, 1:0) Spielbericht | SC Bern Pascal Berger (2:33) Michaël Loichat (16:12) Michaël Loichat (30:30) | BCF-Arena, Fribourg Zuschauer: 6'700 |

| 16. April 2013 20:15 Uhr | SC Bern Martin Plüss (10:15) Travis Roche (17:38) Alain Berger (32:12) Ryan Gardner (58:12) Pascal Berger (59:22) | 5:1 (1:0, 2:0, 2:1) Spielbericht | Fribourg-Gottéron Simon Gamache (58:22) | PostFinance-Arena, Bern Zuschauer: 17'131 |

### Meistermannschaft des SC Bern
| Schweizer Meister SC Bern | Torhüter: Marco Bührer, Olivier Gigon Verteidiger: Franco Collenberg, Philippe Furrer, Beat Gerber, Beat Heldstab, Andreas Hänni, Martin Höhener, David Jobin, Geoff Kinrade, Samuel Kreis, Travis Roche Angreifer: Jaroslav Bednář, Alain Berger, Pascal Berger, Christoph Bertschy, Jeff Campbell, Ryan Gardner, Michaël Loichat, Caryl Neuenschwander, Martin Plüss, Flurin Randegger, Byron Ritchie, Daniel Rubin, Ivo Rüthemann, Tristan Scherwey, Julian Schmutz, Petr Sýkora, Joël Vermin Cheftrainer: Antti Törmänen Assistenztrainer: Lars Leuenberger |

## Playouts
Sowohl die Playouts als auch die Relegation wurden durchgängig im Modus Best of Seven ausgespielt.

### Turnierbaum
| Playout-Halbfinal | Playout-Halbfinal      | Playout-Halbfinal |  |  | Playout-Final | Playout-Final          | Playout-Final |
|                   |                        |                   |  |  |               |                        |               |
| 9                 | Kloten Flyers          | 4                 |  |  |               |                        |               |
| 12                | SCL Tigers             | 1                 |  |  |               |                        |               |
|                   |                        |                   |  |  | 12            | SCL Tigers             | 3             |
|                   |                        |                   |  |  | 11            | Rapperswil-Jona Lakers | 4             |
| 10                | HC Ambrì-Piotta        | 4                 |  |  |               |                        |               |
| 11                | Rapperswil-Jona Lakers | 1                 |  |  |               |                        |               |
|                   |                        |                   |  |  |               |                        |               |

## Liga-Qualifikation
Die Liga-Qualifikation wurde durchgängig im Modus Best of Seven ausgespielt. Der Verlierer der NLA-Playouts SCL Tigers traf auf den NLB-Meister Lausanne HC. Der Sieger der Serie qualifizierte sich für die NLA-Saison 2013/14.

### Turnierbaum
|  | Liga-Qualifikation |   |
|  |                    |   |
|  |                    |   |
|  | NLA SCL Tigers     | 2 |
|  | NLB Lausanne HC    | 4 |